# Temur Mukamedov
Temur Mukamedov (* 23. Dezember 1988) ist ein usbekischer Straßenradrennfahrer.
Temur Mukamedov gewann 2006 in der Juniorenklasse die erste Etappe bei der Vuelta al Besaya in Spanien. In der Saison 2008 gewann er bei der Asienmeisterschaft im japanischen Nara die Silbermedaille im Straßenrennen hinter dem Sieger Fumiyuki Beppu. Außerdem startete er bei der Straßenrad-Weltmeisterschaft in Varese bei den Wettbewerben der U23-Klasse. Im folgenden Jahr wurde Mukamedov usbekischer Meister im Straßenrennen der U23-Klasse.

## Erfolge
2009
- Usbekischer Meister – Straßenrennen (U23)